# Gare d'Argenton-sur-Creuse
La gare d'Argenton-sur-Creuse est une gare ferroviaire française, de la ligne des Aubrais - Orléans à Montauban-Ville-Bourbon, située sur le territoire de la commune d'Argenton-sur-Creuse, dans le département de l'Indre, en région Centre-Val de Loire.
C'est une gare de la Société nationale des chemins de fer français (SNCF) desservie par les trains des réseaux Intercités et TER Centre-Val de Loire.

## Situation ferroviaire

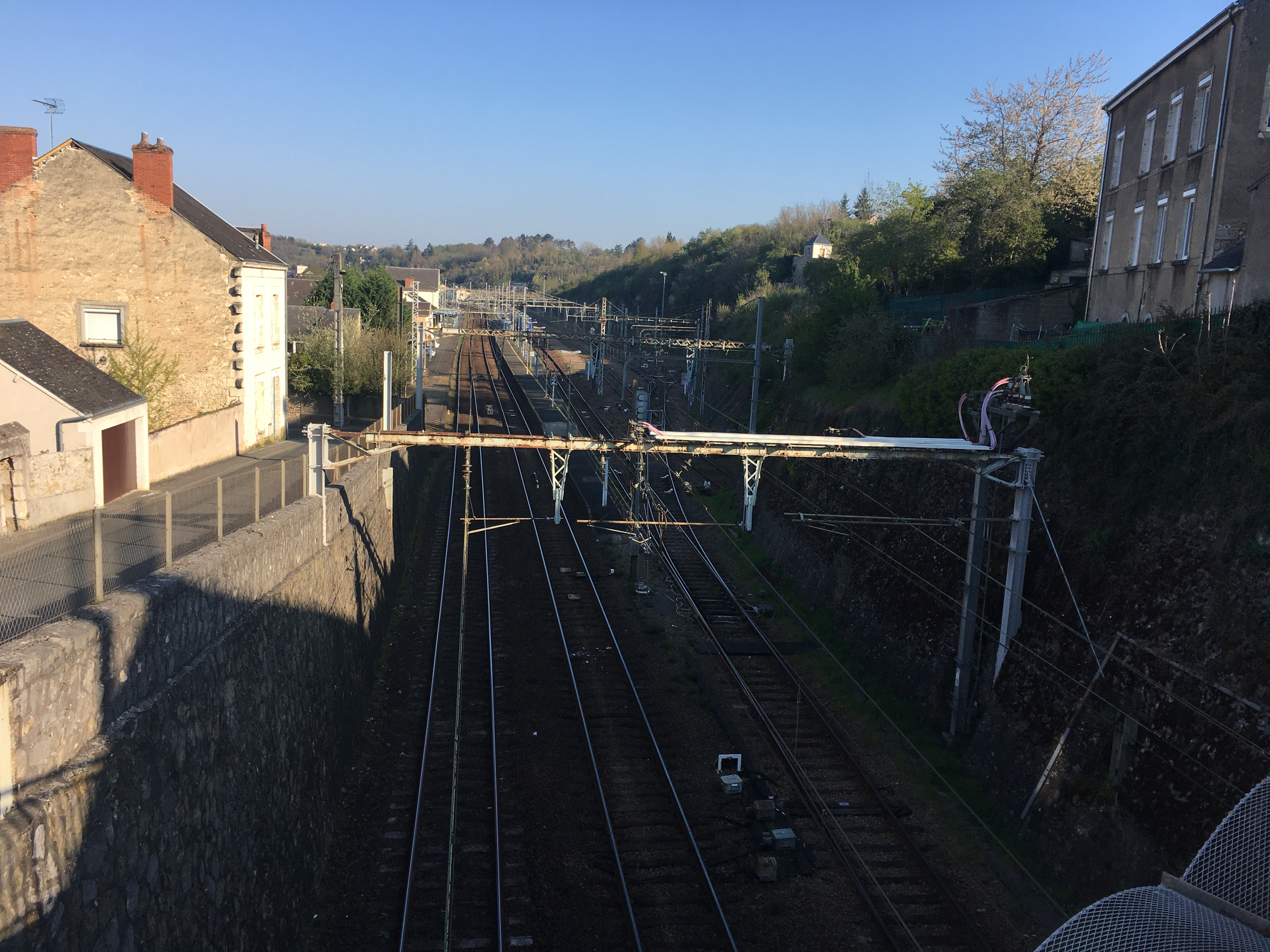
Vue générale de la gare.

Établie à 110 mètres d'altitude, la gare d'Argenton-sur-Creuse est située au point kilométrique (PK) 295,055 de la ligne des Aubrais - Orléans à Montauban-Ville-Bourbon, entre les gares de Chabenet et de Celon.
Ancienne gare de bifurcation, elle était également l'origine (au PK 295,055) de la ligne d'Argenton-sur-Creuse à La Chaussée, en direction de La Châtre, déclassée et au PK 386,362 de la ligne de Port-de-Piles à Argenton-sur-Creuse, partiellement déclassée. Jusqu'en 1938, elle était aussi le point d'arrivée d'une ligne de chemin de fer secondaire à voie métrique exploitée par la Compagnie des tramways de l'Indre (ligne du Blanc à Argenton-sur-Creuse via Saint-Benoît-du-Sault), ouverte en 1904.

## Histoire
La gare a été inaugurée le 1er mai 1854.
En 1888, la recette de la gare est de 575 075 francs.
Le 6 juin 1915 à 0 h 30, la locomotive Compact no 4561 tractant un convoi de 39 wagons en provenance de Limoges s'emballe près de Celon et vient s'écraser dans la gare d'Argenton sur un train en manœuvre. Les wagons détruits s'empilent en chaos dans la tranchée du pont de Saint-Paul et les denrées alimentaires du train se répandent au sol jusque dans la rue Gambetta. La circulation ferroviaire ne sera rétablie que le 10 juin.
Le 9 juin 1944 au matin, la gare est le théâtre d'un combat entre un détachement militaire allemand et un groupe de Résistants, commandé par le colonel Roland Despains. Ce combat dont les Résistants sortent victorieux a été suivi par le Massacre d'Argenton-sur-Creuse. Au cours des évènements de cette journée, plusieurs cheminots et voyageurs sont tués, blessés ou pris en otage, malgré les interventions de M. Vautrin, chef de gare, qui parle allemand et joue à plusieurs reprises un rôle déterminant pour sauver le maximum de son personnel.
Le 31 août 1985, un train  Corail reliant Paris-Austerlitz à Port-Bou déraille peu après la gare, du fait d'une vitesse excessive. La vitesse avait été limitée à 40 km/h pour travaux sur la voie, le convoi est passé à environ 100 km/h, tandis que le freinage d'urgence se déclenchait entraînant un déraillement d'une bonne partie des voitures du train, notamment deux voitures qui engageaient le gabarit de l'autre voie. Au même moment arrivait un train postal en provenance de Brive-la-Gaillarde et à destination de Paris, dans l’autre sens ; la locomotive de ce dernier s'est encastrée dans les deux voitures engageant le gabarit. L'accident fit 43 morts. La cause est due à une superposition de signaux, ayant rendu très difficile la compréhension de la signalisation applicable par le conducteur.

### Fréquentation
Selon les estimations de la SNCF, la fréquentation annuelle de la gare figure dans le tableau ci-dessous.
| Année               | 2014    | 2015    | 2016    | 2017    | 2018    | 2019    | 2020    | 2021    | 2022    | 2023    |
| ------------------- | ------- | ------- | ------- | ------- | ------- | ------- | ------- | ------- | ------- | ------- |
| Nombre de voyageurs | 135 960 | 135 447 | 126 215 | 134 473 | 128 952 | 153 723 | 118 590 | 145 226 | 199 166 | 206 897 |

## Service des voyageurs

### Accueil

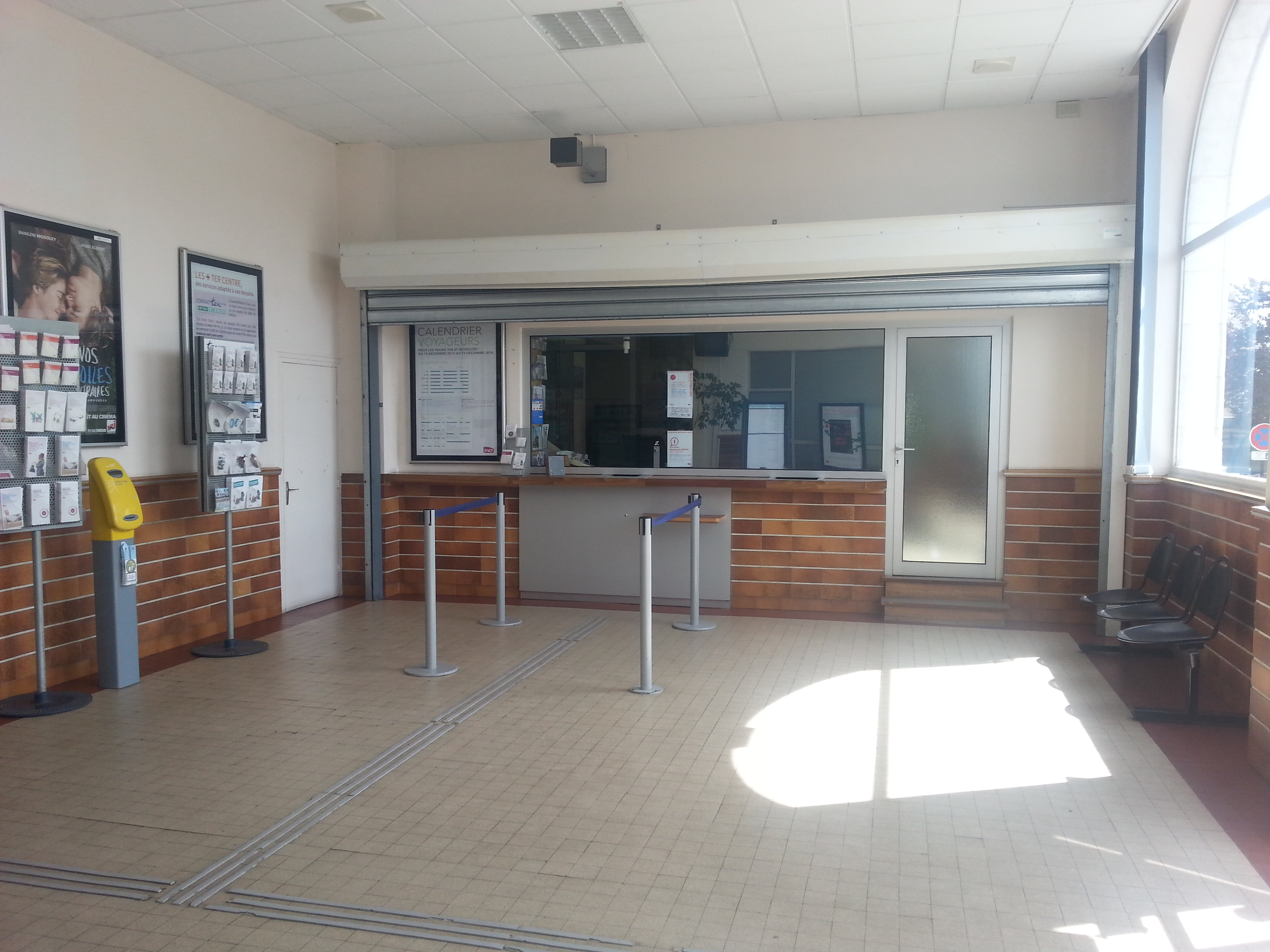
L'intérieur du bâtiment voyageurs, vue face au guichet.

Gare SNCF, elle dispose d'un bâtiment voyageurs avec guichet, de distributeurs automatiques de titres de transport régionaux, d'un espace d'attente en gare chauffé avec places assises, d'un espace d'attente sur les quais avec places assises abritées, de toilettes, de cabine téléphonique, de boîte aux lettres.
Elle est équipée d'un quai latéral (quai 1) qui mesure 480 m de long et qui encadre la voie 2 et d'un quai central (quai 2) qui mesure 432 m de long et qui encadre les voies A et 1. Le changement de quai se fait par un passage souterrain.
La gare dispose de voies de service.

### Dessertes

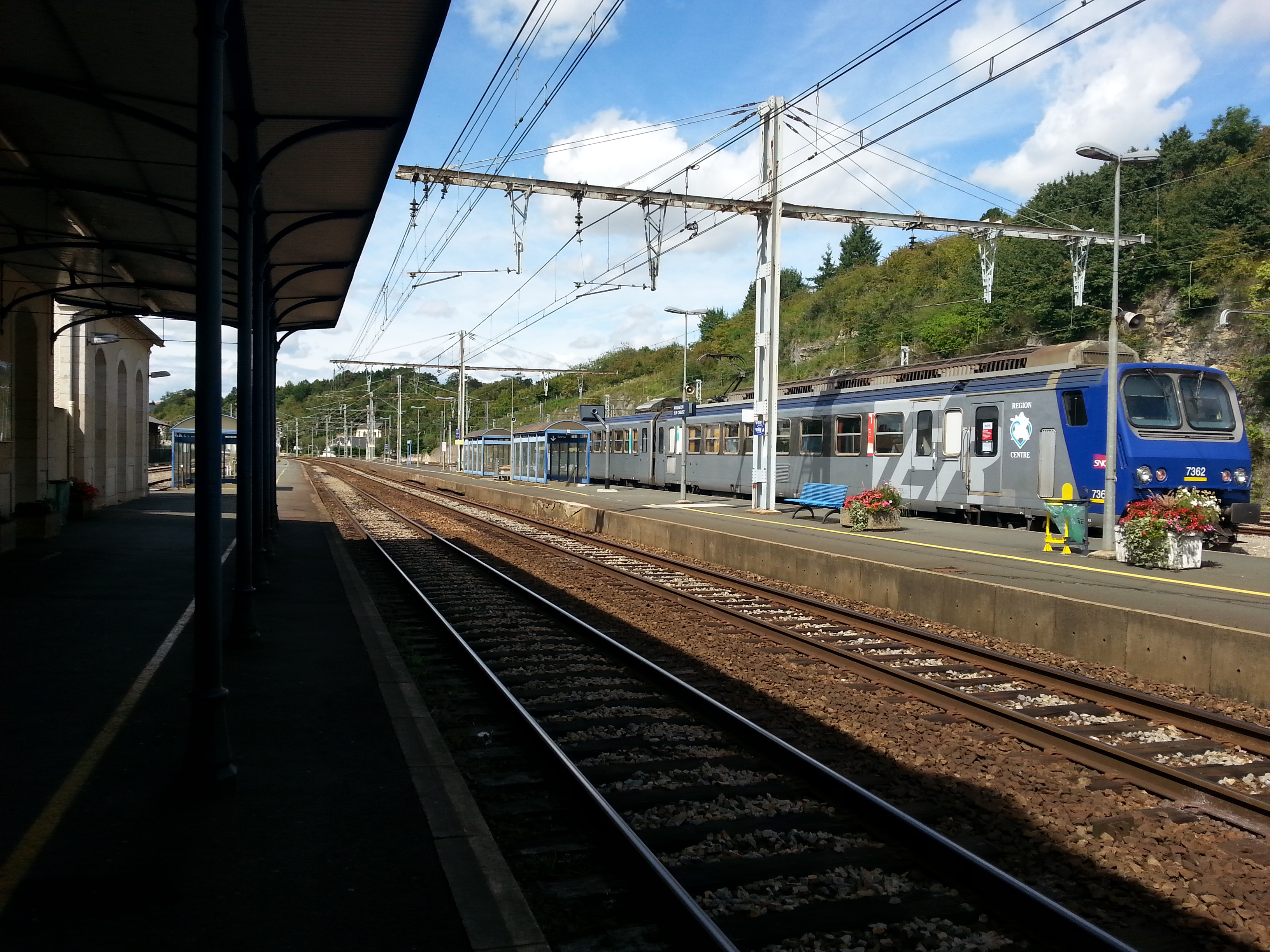
Z 7362 à quai.

Argenton-sur-Creuse est desservie par des trains Intercités, qui circulent entre Paris, Limoges et Toulouse. Pour cette desserte, le type de matériel utilisés sont des locomotives électriques BB 26000, tirant des voitures Intercités.
Au niveau régional, Argenton-sur-Creuse est desservie par des trains TER Centre-Val de Loire, qui circulent entre Orléans, Vierzon, Châteauroux et Limoges. Les trajets étant assurés par des trains de type Z 7300, B 81500 et parfois Z 21500.

### Intermodalité

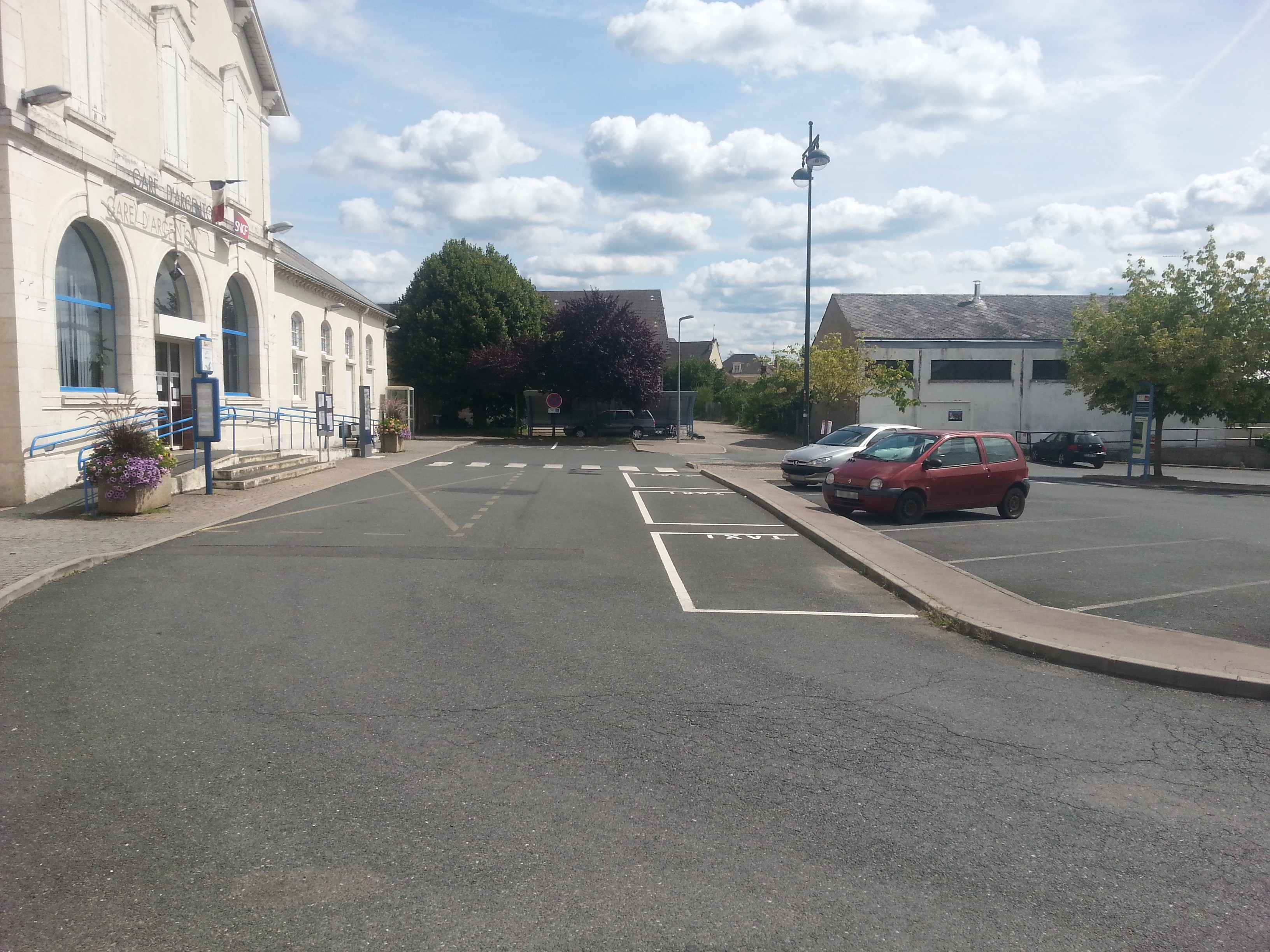
Le parvis de la gare.

La gare est desservie par les lignes J, K, L, N, et  du Réseau de mobilité interurbaine et par la ligne 1.3 du réseau d'autocars TER Centre-Val de Loire.
Un parc de stationnement pour les véhicules motorisés (54 places), taxis et les vélos (12 places) y est aménagé.

## Service des marchandises
Cette gare est ouverte au trafic du fret et possède un embranchement particulier (ITE).

## Comité de défense de la gare d'Argenton-sur-Creuse
Un comité de défense de la gare d'Argenton-sur-Creuse est créé en avril 2018, afin de préserver la desserte de la gare et en demandant le rétablissement d'arrêts de trains Intercités qui ont été supprimés en juillet 2017.
Cette mobilisation a notamment donné lieu à une manifestation qui a réuni plus de 1000 personnes le 22 septembre 2018.
Les opérations menées par le comité ont conduit à partir de mai 2019 au rétablissement de l'arrêt du train au départ de Paris-Austerlitz à 19h38.
La présidente du comité a été reçue par la ministre des transports Élisabeth Borne lors de sa visite à Châteauroux, le 15 juillet 2019
Le comité poursuit ses actions, notamment en interrompant la circulation des trains pour revendiquer des dessertes Intercités supplémentaires, permettant d’effectuer au minimum un aller-retour quotidien au départ et à destination de Paris et Limoges.